# Badminton Malta
De Badminton Malta is de nationale badmintonbond van Malta.
De huidige president van de Maltse bond is Christopher Spiteri. Anno 2015 telde de bond 150 leden, verdeeld over 6 badmintonclubs. De bond is sinds 1972 aangesloten bij de Europese Bond.